# Свейковский, Леонард Марцин

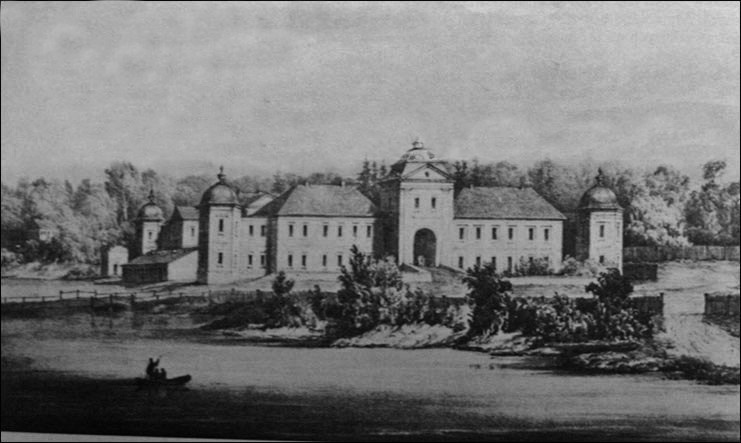
Художник Наполеон Орда. Дворец Свейковских в Шпикове

Леонард Марцин Свейковский или Швейковский (пол. Leonard Marcin Świeykowski, до 1740 — 21 января 1793, Колодно на Волыни) — государственный деятель Речи Посполитой, последний воевода подольский.

## Биография
Представитель польского шляхетского рода герба Тшаска.
Карьеру начал в должности секретаря при князе Станиславе Любомирском. Позже Л. Свейковский стал одним из четырёх официальных опекунов детей князя.
Находясь на службе у князя занимался скупкой и освобождением от долгов имений, принадлежавших его работодателям. Обладая деловой хваткой, со временем и сам стал крупным землевладельцем. Так, во второй половине XVIII века Свейковский выкупил у Любомирских местечко Шпиков, ставшее одним из его первых приобретений. Через 25 лет у Мартина-Леонарда Свейковского было уже около 30 таких поместий, купленных не только у Любомирских и приведённых в образцовый порядок.
Все приобретения сопровождались многочисленными судебными процессами, но Свейковский их, в основном, выигрывал, чему способствовал его юридический и судебный опыт: в 1772 году он служил судьей в Брацлаве.
Был старостой винницким. В 1782—1783 годах — маршалком Коронного трибунала, высшей апелляционной судебной инстанцией в Королевстве Польском Речи Посполитой для шляхетских судов. В 1783—1790 годах исполнял обязанности каштеляна каменецкого.
С 1790 до свой смерти в 1793 год — последний в истории воевода подольский.
Занимаясь постоянно покупками и продажами имений, не забывал и о меценатстве. Так, в 1767 году в Шпикове им была построена униатская церковь.
За заслуги был награждён орденами Св. Станислава (1781) и орденом Белого Орла (1784).
Умер 21 января 1793 года в одном из своих имений на Волыни, в Колодном, в построенном им классическом дворце.

## Семья
Был трижды женат.
- первая супруга Юстина Иоанна Орловская герба Любич, с ней у Л. Свейковского было две дочери;
- вторая супруга — Изабелла Дунин-Карвицкая, в браке с ней родились два сына и две дочери;
- третья супруга — Юстина Орловская.